# Orientierungslauf-Weltcup 2012
Der Orientierungslauf-Weltcup 2012 war die 18. Auflage der internationalen Wettkampfserie im Orientierungslauf. Ausgetragen wurde er in vier Runden mit insgesamt 13 Wettkämpfen.
Gesamtsieger wurden die Schweizer Matthias Kyburz bei den Männern und Simone Niggli-Luder bei den Frauen.

## Austragungsorte
| Runde | Wettkampf | Datum        | Austragungsort | Wettbewerb              | Bemerkung                |
| ----- | --------- | ------------ | -------------- | ----------------------- | ------------------------ |
| 1     | 1         | 17. Mai      | Falun und Mora | Mitteldistanz           | Europameisterschaften    |
| 1     | 2         | 18. Mai      | Falun und Mora | Langdistanz             | Europameisterschaften    |
| 1     | 3         | 19. Mai      | Falun und Mora | Sprint                  | Europameisterschaften    |
| 2     | 4         | 23. Juni     | St. Gallen     | Mitteldistanz           |                          |
| 2     | 5         | 24. Juni     | St. Gallen     | Sprint                  |                          |
| 3     | 6         | 14. Juli     | Lausanne       | Sprint                  | Weltmeisterschaften      |
| 3     | 7         | 17. Juli     | Lausanne       | Mitteldistanz           | Weltmeisterschaften      |
| 3     | 8         | 19. Juli     | Lausanne       | Langdistanz             | Weltmeisterschaften      |
| 4     | 9         | 1. September | Oslo           | Sprint                  | Nordic Orienteering Tour |
| 4     | 10        | 2. September | Oslo           | Mitteldistanz           | Nordic Orienteering Tour |
| 4     | 11        | 4. September | Göteborg       | Knock-out Sprint        | Nordic Orienteering Tour |
| 4     | 12        | 7. September | Vuokatti       | Sprint                  | Nordic Orienteering Tour |
| 4     | 13        | 8. September | Vuokatti       | Mitteldistanz Jagdstart | Nordic Orienteering Tour |

## Ergebnisse

### 1. Wettkampf (Mitteldistanz in Falun und Mora)
| Platz | Land | Athlet           | Zeit      |
| ----- | ---- | ---------------- | --------- |
| 1     | NOR  | Olav Lundanes    | 34:12 min |
| 2     | RUS  | Walentin Nowikow | 35:31 min |
| 3     | NOR  | Carl Waaler Kaas | 35:46 min |
| 4     | UKR  | Oleksandr Kratow | 36:13 min |
| 5     | SWE  | Gustav Bergman   | 36:27 min |
| 5     | SUI  | Matthias Merz    | 36:27 min |

| Platz | Land | Athlet             | Zeit      |
| ----- | ---- | ------------------ | --------- |
| 1     | SUI  | Simone Niggli      | 33:42 min |
| 2     | FIN  | Minna Kauppi       | 35:07 min |
| 3     | RUS  | Tatjana Rjabkina   | 35:21 min |
| 4     | SWE  | Helena Jansson     | 36:06 min |
| 5     | SWE  | Tove Alexandersson | 36:31 min |
| 6     | SWE  | Annika Billstam    | 36:35 min |

### 2. Wettkampf (Langdistanz in Falun und Mora)
| Platz | Land | Athlet           | Zeit      |
| ----- | ---- | ---------------- | --------- |
| 1     | NOR  | Olav Lundanes    | 1:27:43 h |
| 2     | SUI  | Matthias Merz    | 1:28:48 h |
| 3     | RUS  | Walentin Nowikow | 1:29:13 h |
| 4     | NOR  | Anders Nordberg  | 1:30:09 h |
| 5     | SUI  | Marc Lauenstein  | 1:30:52 h |
| 6     | UKR  | Oleksandr Kratow | 1:32:41 h |

| Platz | Land | Athlet             | Zeit      |
| ----- | ---- | ------------------ | --------- |
| 1     | SUI  | Simone Niggli      | 1:01:34 h |
| 2     | RUS  | Tatjana Rjabkina   | 1:05:34 h |
| 3     | FIN  | Minna Kauppi       | 1:06:08 h |
| 4     | SWE  | Tove Alexandersson | 1:07:21 h |
| 5     | SWE  | Annika Billstam    | 1:09:10 h |
| 6     | NOR  | Tone Wigemyr       | 1:10:18 h |

### 3. Wettkampf (Sprint in Falun und Mora)
| Platz | Land | Athlet            | Zeit      |
| ----- | ---- | ----------------- | --------- |
| 1     | SWE  | Jonas Leandersson | 15:20 min |
| 2     | BUL  | Kiril Nikolow     | 15:25 min |
| 3     | SWE  | Jerker Lysell     | 15:27 min |
| 3     | SUI  | Daniel Hubmann    | 15:27 min |
| 5     | GBR  | Scott Fraser      | 15:34 min |
| 6     | SUI  | Matthias Kyburz   | 15:46 min |

| Platz | Land | Athlet           | Zeit      |
| ----- | ---- | ---------------- | --------- |
| 1     | SUI  | Simone Niggli    | 14:58 min |
| 2     | SWE  | Lena Eliasson    | 15:30 min |
| 3     | DEN  | Maja Møller Alm  | 15:49 min |
| 4     | SUI  | Judith Wyder     | 15:58 min |
| 5     | SUI  | Rahel Friedrich  | 16:16 min |
| 6     | DEN  | Emma Klingenberg | 16:23 min |

### 4. Wettkampf (Mitteldistanz in St. Gallen)
| Platz | Land | Athlet             | Zeit      |
| ----- | ---- | ------------------ | --------- |
| 1     | SUI  | Matthias Kyburz    | 40:41 min |
| 2     | NOR  | Olav Lundanes      | 40:45 min |
| 3     | SUI  | Baptiste Rollier   | 41:34 min |
| 4     | SUI  | Matthias Merz      | 41:53 min |
| 5     | FRA  | Frédéric Tranchand | 42:12 min |
| 6     | CZE  | Jan Šedivý         | 42:15 min |

| Platz | Land | Athlet                          | Zeit      |
| ----- | ---- | ------------------------------- | --------- |
| 1     | SUI  | Simone Niggli                   | 40:18 min |
| 2     | FIN  | Minna Kauppi                    | 41:02 min |
| 2     | SUI  | Judith Wyder                    | 41:02 min |
| 4     | RUS  | Tatjana Rjabkina                | 41:56 min |
| 5     | DEN  | Ida Bobach                      | 16:16 min |
| 6     | NOR  | Anne Margrethe Hausken Nordberg | 42:38 min |

### 5. Wettkampf (Sprint in St. Gallen)
| Platz | Land | Athlet            | Zeit      |
| ----- | ---- | ----------------- | --------- |
| 1     | SWE  | Jerker Lysell     | 16:22 min |
| 2     | SUI  | Matthias Kyburz   | 16:34 min |
| 3     | SUI  | Matthias Merz     | 16:39 min |
| 4     | SUI  | Matthias Müller   | 16:53 min |
| 5     | NOR  | Olav Lundanes     | 16:54 min |
| 6     | CZE  | Vojtìch Král      | 17:02 min |
| 6     | SUI  | Martin Hubmann    | 17:02 min |
| 6     | SWE  | Jonas Leandersson | 17:02 min |

| Platz | Land | Athlet             | Zeit      |
| ----- | ---- | ------------------ | --------- |
| 1     | SUI  | Simone Niggli      | 14:44 min |
| 2     | DEN  | Maja Alm           | 14:58 min |
| 3     | SWE  | Tove Alexandersson | 15:27 min |
| 4     | FIN  | Venla Niemi        | 15:40 min |
| 5     | SWE  | Annika Billstam    | 15:44 min |
| 6     | SUI  | Ines Brodmann      | 15:47 min |

### 6. Wettkampf (Sprint in Lausanne)
| Platz | Land | Athletin        | Zeit        |
| ----- | ---- | --------------- | ----------- |
| 1     | SUI  | Matthias Kyburz | 15:32,0 min |
| 2     | SUI  | Matthias Merz   | 15:49,5 min |
| 3     | SUI  | Matthias Müller | 15:59,0 min |
| 4     | GBR  | Scott Fraser    | 16:11,2 min |
| 5     | RUS  | Andrei Chramow  | 16:22,7 min |
| 6     | FIN  | Tuomo Mäkelä    | 16:32,9 min |

| Platz | Land | Athletin            | Zeit        |
| ----- | ---- | ------------------- | ----------- |
| 1     | SUI  | Simone Niggli-Luder | 15:43,7 min |
| 2     | DEN  | Maja Alm            | 16:20,2 min |
| 3     | SWE  | Annika Billstam     | 16:28,0 min |
| 4     | SWE  | Helena Jansson      | 16:30,2 min |
| 5     | SUI  | Rahel Friederich    | 16:33,1 min |
| 6     | FIN  | Venla Niemi         | 16:39,4 min |

### 7. Wettkampf (Mitteldistanz in Lausanne)
| Platz | Land | Athletin          | Zeit      |
| ----- | ---- | ----------------- | --------- |
| 1     | LAT  | Edgars Bertuks    | 36:45 min |
| 2     | RUS  | Walentin Nowikow  | 36:50 min |
| 3     | SUI  | Fabian Hertner    | 37:10 min |
| 4     | FRA  | Thierry Gueorgiou | 37:15 min |
| 5     | FRA  | François Gonon    | 37:18 min |
| 6     | SWE  | Peter Öberg       | 37:22 min |

| Platz | Land | Athletin            | Zeit      |
| ----- | ---- | ------------------- | --------- |
| 1     | FIN  | Minna Kauppi        | 37:37 min |
| 2     | SWE  | Tove Alexandersson  | 38:09 min |
| 3     | RUS  | Tatjana Rjabkina    | 39:03 min |
| 4     | DEN  | Ida Bobach          | 39:52 min |
| 5     | SUI  | Simone Niggli-Luder | 40:00 min |
| 6     | SWE  | Annika Billstam     | 40:07 min |

### 8. Wettkampf (Langdistanz in Lausanne)
| Platz | Land | Athletin         | Zeit      |
| ----- | ---- | ---------------- | --------- |
| 1     | NOR  | Olav Lundanes    | 1:34:42 h |
| 2     | SUI  | Matthias Merz    | 1:37:34 h |
| 3     | LAT  | Edgars Bertuks   | 1:39:13 h |
| 4     | FRA  | Philippe Adamski | 1:40:19 h |
| 5     | SWE  | Anders Holmberg  | 1:41:46 h |
| 6     | BUL  | Kiril Nikolow    | 1:41:48 h |

| Platz | Land | Athletin                        | Zeit      |
| ----- | ---- | ------------------------------- | --------- |
| 1     | SUI  | Simone Niggli-Luder             | 1:15:07 h |
| 2     | FIN  | Minna Kauppi                    | 1:16:38 h |
| 3     | SWE  | Annika Billstam                 | 1:17:13 h |
| 4     | RUS  | Tatjana Rjabkina                | 1:19:17 h |
| 5     | NOR  | Anne Margrethe Hausken Nordberg | 1:20:05 h |
| 6     | CZE  | Eva Jureníková                  | 1:21:10 h |

### 9. Wettkampf (Sprint in Oslo)
| Platz | Land | Athletin              | Zeit      |
| ----- | ---- | --------------------- | --------- |
| 1     | NOR  | Olav Lundanes         | 15:14 min |
| 2     | SUI  | Matthias Kyburz       | 15:15 min |
| 3     | SWE  | William Lind          | 15:51 min |
| 4     | NOR  | Øystein Kvaal Østerbø | 15:53 min |
| 5     | SUI  | Matthias Merz         | 15:58 min |
| 6     | SWE  | Gustav Bergman        | 16:00 min |

| Platz | Land | Athletin                        | Zeit      |
| ----- | ---- | ------------------------------- | --------- |
| 1     | SUI  | Simone Niggli                   | 16:22 min |
| 2     | DEN  | Emma Klingenberg                | 16:42 min |
| 3     | NOR  | Anne Margrethe Hausken Nordberg | 16:44 min |
| 4     | DEN  | Ida Bobach                      | 16:58 min |
| 5     | SUI  | Ines Brodmann                   | 17:10 min |
| 6     | SWE  | Tove Alexandersson              | 17:21 min |
| 6     | SWE  | Helena Jansson                  | 17:21 min |

### 10. Wettkampf (Mitteldistanz in Oslo)
| Platz | Land | Athletin          | Zeit      |
| ----- | ---- | ----------------- | --------- |
| 1     | FRA  | Thierry Gueorgiou | 29:00 min |
| 2     | SWE  | Peter Öberg       | 29:42 min |
| 3     | SUI  | Matthias Kyburz   | 30:06 min |
| 4     | DEN  | Tue Lassen        | 30:09 min |
| 5     | NOR  | Olav Lundanes     | 30:15 min |
| 6     | SUI  | Matthias Merz     | 30:29 min |

| Platz | Land | Athletin         | Zeit      |
| ----- | ---- | ---------------- | --------- |
| 1     | SUI  | Simone Niggli    | 29:09 min |
| 2     | SUI  | Judith Wyder     | 30:28 min |
| 3     | RUS  | Tatjana Rjabkina | 31:00 min |
| 4     | SWE  | Lina Strand      | 31:05 min |
| 5     | FIN  | Minna Kauppi     | 31:33 min |
| 6     | DEN  | Ida Bobach       | 31:36 min |

### 11. Wettkampf (Knockout-Sprint in Göteborg)
| Platz | Land | Athletin           | Zeit     |
| ----- | ---- | ------------------ | -------- |
| 1     | SUI  | Matthias Kyburz    | 9:28 min |
| 2     | FRA  | Frédéric Tranchand | 9:32 min |
| 3     | SWE  | Peter Öberg        | 9:41 min |
| 4     | NOR  | Eskil Kinneberg    | 9:43 min |
| 5     | NOR  | Olav Lundanes      | 9:46 min |
| 6     | SWE  | Jerker Lysell      | 9:50 min |

| Platz | Land | Athletin         | Zeit      |
| ----- | ---- | ---------------- | --------- |
| 1     | DEN  | Emma Klingenberg | 10:05 min |
| 2     | RUS  | Tatjana Rjabkina | 10:10 min |
| 3     | SUI  | Judith Wyder     | 10:11 min |
| 4     | SWE  | Helena Jansson   | 10:13 min |
| 5     | FIN  | Minna Kauppi     | 10:14 min |
| 6     | FIN  | Merja Rantanen   | 11:09 min |

### 12. Wettkampf (Sprint in Vuokatti)
| Platz | Land | Athletin           | Zeit      |
| ----- | ---- | ------------------ | --------- |
| 1     | SWE  | Jonas Leandersson  | 14:53 min |
| 2     | SUI  | Matthias Kyburz    | 15:02 min |
| 3     | SUI  | Fabian Hertner     | 15:03 min |
| 3     | SWE  | Jerker Lysell      | 15:03 min |
| 5     | FRA  | Frédéric Tranchand | 15:09 min |
| 6     | SUI  | Matthias Merz      | 15:15 min |

| Platz | Land | Athletin                        | Zeit      |
| ----- | ---- | ------------------------------- | --------- |
| 1     | SUI  | Simone Niggli                   | 14:03 min |
| 2     | SWE  | Helena Jansson                  | 14:14 min |
| 3     | DEN  | Emma Klingenberg                | 14:20 min |
| 3     | SWE  | Annika Billstam                 | 14:20 min |
| 5     | NOR  | Anne Margrethe Hausken Nordberg | 14:22 min |
| 6     | DEN  | Maja Alm                        | 14:23 min |

### 13. Wettkampf (Mitteldistanz Jagdstart in Vuokatti)
| Platz | Land | Athletin          | Zeit      |
| ----- | ---- | ----------------- | --------- |
| 1     | SUI  | Matthias Kyburz   | 1:58:41 h |
| 2     | FRA  | Thierry Gueorgiou | 1:59:30 h |
| 3     | NOR  | Olav Lundanes     | 1:59:45 h |
| 4     | SUI  | Matthias Merz     | 2:00:16 h |
| 5     | SWE  | William Lind      | 2:00:20 h |
| 6     | SUI  | Fabian Hertner    | 2:00:21 h |

| Platz | Land | Athletin                        | Zeit      |
| ----- | ---- | ------------------------------- | --------- |
| 1     | SUI  | Simone Niggli                   | 1:54:39 h |
| 2     | SWE  | Helena Jansson                  | 1:57:43 h |
| 3     | FIN  | Minna Kauppi                    | 1:58:38 h |
| 4     | SWE  | Tove Alexandersson              | 1:59:37 h |
| 5     | DEN  | Ida Bobach                      | 1:59:40 h |
| 6     | NOR  | Anne Margrethe Hausken Nordberg | 1:59:42 h |

## Gesamtwertung
| Männer | Männer | Männer             | Männer |
| Platz  | Land   | Athlet             | Punkte |
| ------ | ------ | ------------------ | ------ |
| 1      | SUI    | Matthias Kyburz    | 784    |
| 2      | NOR    | Olav Lundanes      | 688    |
| 3      | SUI    | Matthias Merz      | 553    |
| 4      | SWE    | Jonas Leandersson  | 376    |
| 5      | SWE    | Jerker Lysell      | 364    |
| 6      | FRA    | Thierry Gueorgiou  | 337    |
| 7      | FRA    | Frédéric Tranchand | 329    |
| 8      | SWE    | Gustav Bergman     | 292    |
| 9      | SUI    | Matthias Müller    | 291    |
| 10     | SWE    | Peter Öberg        | 279    |

| Frauen | Frauen | Frauen                          | Frauen |
| Platz  | Land   | Athlet                          | Punkte |
| ------ | ------ | ------------------------------- | ------ |
| 1      | SUI    | Simone Niggli                   | 934    |
| 2      | FIN    | Minna Kauppi                    | 630    |
| 3      | RUS    | Tatjana Rjabkina                | 510    |
| 4      | SWE    | Helena Jansson                  | 476    |
| 5      | SWE    | Tove Alexandersson              | 432    |
| 6      | SUI    | Judith Wyder                    | 427    |
| 7      | SWE    | Annika Billstam                 | 391    |
| 8      | DEN    | Maja Alm                        | 389    |
| 9      | DEN    | Ida Bobach                      | 386    |
| 10     | NOR    | Anne Margrethe Hausken Nordberg | 354    |